# Heinkel HE 3
Die Heinkel HE 3 war ein Sport- und Schulflugzeug des deutschen Konstrukteurs Ernst Heinkel aus den 1920er Jahren. Dies war die erste Konstruktion von Heinkel in seinem eigenen Unternehmen.

## Geschichte
Am 5. Mai 1922 beendete die Interalliierte Luftfahrtüberwachungskommission (ILÜK) ihre Arbeit im Deutschen Reich, wo sie aufgrund von Vereinbarungen des Versailler Vertrags die Zerstörung von Flugzeugen kontrolliert hatte. Ab diesem Zeitpunkt war wieder die Einfuhr und der Bau von zivilen Flugzeugen durch die alliierten Siegermächte freigegeben. Etwa zur gleichen Zeit erschien auch die Ausschreibung für einen Flugzeugwettbewerb in Gothenburg. Beide Ereignisse führten bei Ernst Heinkel zu dem Entschluss der Gründung einer eigenen Firma und zur Trennung von Caspar.
Unter anfangs sehr beschränkten Platzverhältnissen begann Heinkel mit insgesamt elf Beschäftigten im Nebenzimmer einer Gastwirtschaft mit der Konstruktion der HE 3 für den Göteborger Wettbewerb. Am 1. Dezember 1922 konnte die leerstehende Halle III des ehemaligen Seeflugzeug-Versuchskommandos Warnemünde (SVK) angemietet werden. Später wurde dieses Datum als Gründungsdatum der Warnemünder Firma betrachtet. Hier wurde sofort mit dem Bau der ersten HE 3 (Werknr. 201) begonnen. Den Entwurf und die Leistungs- und Festigkeitsberechnungen führte Karl Schwärzler durch, der bei Caspar als Ingenieur seine Arbeit begonnen hatte und dann zum Chefkonstrukteur der Heinkel-Werke wurde.
Nach ersten Probeflügen gelangte die fertiggestellte Maschine auf einem kleinen Frachter nach Schweden, wo sie anschließend auf dem Flugplatz Göteborg ausgestellt wurde. Die Internationale Luftfahrtausstellung fand vom 20. Juli bis 12. August 1923 statt, wobei es neben der Vorstellung neuer Flugzeuge auch verschiedene Einzelwettbewerbe gab. Carl Clemens Bücker belegte hierbei mit der HE 3 im Wettbewerb für Sport- und Reiseflugzeuge bis 110 PS Leistung den ersten Platz mit 837,3 von maximal möglichen 1000 Punkten. Dies war der Beginn einer langjährigen Zusammenarbeit mit Schweden, wobei die Flugzeuge über die von Bücker unter der Beteiligung von Heinkel gegründeten Firma Svenska Aero A.B. geliefert wurden.
Von den drei gebauten HE 3 kaufte die Schwedische Marine zwei Exemplare, die sie als Schulflugzeuge unter dem Namen Paddan (dt. Unke) mit den Dienstnummern 11 und 12 einsetzte.

## Verbleib
Die erste gebaute Maschine wurde im Januar 1924 mit dem Luftfahrzeugkennzeichen D-278 aus der Luftfahrzeugrolle gestrichen. Zum gleichen Zeitpunkt erlosch auch die Zulassung einer weiteren HE 3 (D-299), die von Schweden wieder nach Deutschland gelangt war. Dies war die zweite schwedische Maschine (S-AABI, Dienstnummer 12), während die andere Maschine 1929 zerstört wurde.

## Konstruktion
Die HE 3 war ein dreisitziges Reise- und Schulflugzeug und besaß abnehmbare Tragflächen sowie ein Radfahrwerk, das leicht gegen Schwimmer getauscht werden konnte. Die HE 3 konnte mit verschiedenen Triebwerken ausgerüstet werden, wie zum Beispiel Siemens-Halske Sh 5, 6 und 12.

## Weiterentwicklung
Aus der HE 3 entstand die HE 18, von der zwei Exemplare hergestellt wurden (D-475, Werknr. 214 und D-596, Werknr. 215).

## Technische Daten
| Kenngröße                          | Daten (HE 3 Land)                            | Daten (HE 3 Wasser)                          |
| ---------------------------------- | -------------------------------------------- | -------------------------------------------- |
| Besatzung                          | 3                                            |                                              |
| Länge                              | 7,20 m                                       | 7,80 m                                       |
| Spannweite                         | 12,00 m                                      | 10,40 m                                      |
| Höhe                               | 2,66 m                                       | 2,80 m                                       |
| Flügelfläche                       | 20,00 m²                                     | 18,00 m²                                     |
| Flügelstreckung                    | 7,2                                          | 6,0                                          |
| Leermasse                          | 556 kg                                       | 605 kg                                       |
| Zuladung                           | 380 kg                                       | 380 kg                                       |
| Startmasse                         | 936 kg                                       | 985 kg                                       |
| Triebwerk                          | 1 × Siemens & Halske Sh 6 mit 100 PS (74 kW) | 1 × Siemens & Halske Sh 6 mit 100 PS (74 kW) |
| Höchstgeschwindigkeit in Bodennähe | 150 km/h                                     | 140 km/h                                     |
| Landegeschwindigkeit               | 78 km/h                                      | 80 km/h                                      |
| Steigzeit auf 1000 m               | 5,5 min                                      | 6,5 min                                      |
| Dienstgipfelhöhe                   | 4200 m                                       | 3800 m                                       |
| Reichweite                         | 620 km                                       | 600 km                                       |
| Aktionsradius                      | 360 km                                       |                                              |
| Flugdauer                          | 2,5 h                                        |                                              |